# U-527
 U-527  — немецкая подводная лодка типа IXC/40, времён Второй мировой войны. 
Заказ на постройку субмарины был отдан 15 августа 1940 года. Лодка была заложена на верфи судостроительной компании «Дойче Верфт АГ» в Гамбурге 28 октября 1941 года под строительным номером 342, спущена на воду 17 июня 1942 года, 2 сентября 1942 года под командованием капитан-лейтенанта Герберта Улига вошла в состав учебной 4-й флотилии. 1 февраля 1943 года вошла в состав 10-й флотилии. Лодка совершила 2 боевых похода, потопив одно судно (5 242 брт), один военный корабль (291 т) и повредив одно судно (5 848 брт). 23 июля 1943 года лодка была потоплена в Центральной Атлантике, к югу от Азорских островов во время оказания помощи лодке U-648, в районе с координатами 35°25′ с. ш. 27°56′ з. д. глубинными бомбами американского самолёта типа «Эвенджер» из авиагруппы эскортного авианосца USS Bogue (CVE 9). 40 членов экипажа погибли, 13 выжили. 